# Candeias (kommun i Brasilien, Bahia)
Candeias är en kommun i Brasilien.   Den ligger i delstaten Bahia, i den östra delen av landet, 1 100 km öster om huvudstaden Brasília. Antalet invånare är 83 077.
Omgivningarna runt Candeias är en mosaik av jordbruksmark och naturlig växtlighet. Runt Candeias är det tätbefolkat, med 530 invånare per kvadratkilometer.